# Mandarinréce
A mandarinréce, olykor mandarinkacsa (Aix galericulata) egy közepes méretű ázsiai díszmadár, amely a lúdalakúak (Anseriformes) rendjébe, ezen belül a récefélék (Anatidae) családjába tartozik.

## Története
A mandarinréce már jóval időszámításunk kezdete előtt igen ismert és nagyra becsült madár volt Ázsiában. A nyugatiak már megérkezésük után nem sokkal felfedezték a madár szépségét. Európába először 1745-ben telepítették be díszmadárként, de tenyészteni elsőként csak 1834-ben sikerült. A fajt könnyű gondozni és tenyészteni, emiatt sok tenyésztőnél és állatkertben is megtalálható.

## Előfordulása
Valaha igen elterjedt volt Kelet-Ázsiában, de mára veszélyeztetett fajjá vált. Víz közeli lombos erdők lakója. A Kelet-Oroszországban és a Kínában élő populáció jóval ezer pár alatt van, habár Japánban megközelítőleg 5000 pár él; ez a szám az erdőirtás miatt csökken. Az utóbbi időkben a mesterséges telepítések révén Európában is elterjedt, itt körülbelül 7000 vadon élő párt tartanak nyilván. Világszerte elterjedt parkokban és dísztavak mentén, és sok helyen visszavadulva is megtalálható.
A nagy-britanniai állomány ma már külön populációnak tekinthető, mivel hosszabb idő óta önállóan szaporodik. Nyugat-Európa többi részén, és Közép-Európában a szökevények eddig még nem voltak képesek a tartós túlélésre a vadonban. Heinroth német madarász Berlin környékén 1900 körül mandarinrécéket telepített ki. A kis populációt még 1920-ban is megemlítették. A második kísérletben Brandenburg környékén helyeztek ki mandarinrécéket 1975-ben, és egészen 1990-ig ez a népesség is képes volt fennmaradni. A tartós fennmaradás legfőbb akadálya a nyest és a többi menyétféle volt. A  Berlini Állatkertből szökött egyedekből alakult populáció csaknem 500 tojót foglal magában. A récék egy másik forrása 1990 a Cottbusi Állatpark volt, aminek környékén 1998-ra 80-120 költőpár nevelt fiókát.  Svájcban először 1958-ban szaporodott vadon, és 1980 óta állandó költőmadár, sőt, az 1990-es évek óta gyarapszik és terjeszkedik.  Ausztriában például a bécsi parkokban vagy a vorarlbergi Rajna-deltában. Belgiumban az első költést 1987-ben figyelték meg. 2002-re az akkori nyolcvanról kilencvenötre nőtt számuk csak Flandriában. Hollandiában 1964 óta költ; a párok száma 2000-re 200 és 260 közé nőtt.
Az IUCN az összes mandarinréce létszámát 65 ezerre teszi, ami nem veszélyeztetett.

## Megjelenése
A mandarinréce a fényes récék közé tartozik, amelyek tollazatuk fémfényéről kapták nevüket. 
A rendkívül szép formájú és tollazatú madár általában 41–49 cm hosszú, szárnyfesztávolsága 65–75 cm. Különösen jellegzetes a hím, melynek jellemzője a vörös csőr, a szemek körüli fehér félhold alakú mintázat és a csőr alatti nagy terjedelmű vörös tollazat. Könnyen felismerhető zölden fénylő üstökéről, gesztenyebarna szakálláról, széles fehér szem fölötti csíkjairól, és feltűnően nagy narancssárga szárnytollairól, amelyek vitorlaszerűen felmerednek. Színváltozatai nem ismertek, habár dísztollai egyedenként eltérhetnek. Nyugalmi állapotában jobban hasonlít a tojóra, de ilyenkor is melle és hasa erőteljesebben sárgásbarnán mintázottak. Háta sötétebb, csőre matt karmazsinvörös. Nászruháját május közepétől vedli le, ezután a kis tollak, majd a kormánytollak következnek. Júliusban a szárnytollak cserélődnek; ekkor a mandarinrécék egy hónapra röpképtelenekké válnak. A nászruha felöltése augusztus végén kezdődik.
A tojók hasonlóak a kisasszonyréce tojóihoz, viszont tollazatuk világosabb, és csőrük tompa végződésű. Szürkésbarna tollazatával kevéssé feltűnő. Szeme körül fehér gyűrű látható, ami hátrafelé keskeny csíkban folytatódik. A karolinai récékhez is erősen hasonlítanak, de kisebbek, és oldaluk durvábban foltozott, mint azoké, és szemgyűrűjük is keskenyebb. feje szürke, karevezőin zöld tükör látható, és végük fehér. Oldalán tollai feltűnően nagyok és lekerekítettek. Vedlésének menetrendje egy hónappal lemaradva követi a gácsérét.
Repülés közben mindként nemnél sötétzöld tükör látható, azonban a rövid és hegyes farok a legfeltűnőbb ismertetőjele röptében.
A fióka felül sötétbarna, alul a színe a világosbarna és a szalmasárga között változik. Szárnyán világos foltok láthatók, amelyek a hátán is megjelenhetnek. Fejteteje, nyakának hátsó része és tarkója barna; fejének oldala, nyakának elülső része világos. Melle tejfölszínű, és szárnyán is láthatók tejfölszínű foltok. Szemétől sötét kantár indul hátra, és a szem alatt párhuzamosan egy ennél világosabb csík fut.
A frissen kelt fióka csőre sötét szürkésbarna vörösesbarna heggyel. Lába elöl sötétszürke, oldalt olajszürke. Úszóhártyája sötétszürke. Ahogy a fióka növekszik, csőre az alapjánál és az oldalán elkezd hússzínűvé válni; mire felnő, addigra teljesen átszíneződik. Ezzel párhuzamosan a lába is átszíneződik olajsárgára, de az úszóhártya sötét marad. A fiatal gácsérok tollazata vörösesbarna tónusú, csőrük pirosas. A fiatal tojók melle barnásszürke, és vízszintesen csíkozott.
|  |  |  |  |

## Hangja
Viszonylag csendesek. A gácsértól időnként rövid, emelkedő pfruib hallható, gyakran akár többször is. Felszálláskor élénk üib füttyöt hallat. A tojók ezzel szemben mélyen bugyogó és éles keket vagy kettet adnak ki magukból.

## Életmódja
Legjobban az erdővel körülölelt vizeket kedveli. Az oligotróf tavakat keresi leginkább, de fellelhető 
lombos erdőkön áthaladó folyók középső és alsó szakaszain is. Faodúkban költ, amelyek akár kilenc méter magasan is lehetnek. Nagyon félénk, többnyire a parti növényzetben rejtőzik. Ügyesen repül az ágak között, és hegyes karmai segítségével fára is mászik.
Napközben a bokrok között pihen, sötétedés után kezdi el keresgélni magvakból, csigákból, rovarokból és kisebb halakból álló táplálékát. A nagyobb magokat is egyben nyeli le. Egyik kedvenc étele a makk és a hal. Az ázsiai példányok télen Kína keleti térségeibe és Japán déli részébe vándorolnak. Hidegtűrő, és helyhű, ezért szabadon tartható Közép-Európában.

## Szaporodása
Az ivarérettséget egyéves korban éri el. Az egyéves tojók kevésbé sikeresen nevelik fiókáikat, mint az idősebbek. A költési időszak áprilistól júniusig tart. Nász idején a hímek a fejükön lévő dísztollaikat felborzolják. Egy évre állnak párba, bár gyakran az előző vagy egy régebbi párral alkotnak párt. Sok pár évekig együtt marad. A szabadban leggyakrabban a tavakhoz közeli sűrű fás térségekben költ, fészkét faodvakba rakja, melyet tollakkal bélel ki. A fészekben 9–12, öt cm-es fehér tojás található, ezeken a tojó 29–30 napig kotlik. Karmaik és farktollaik segítségével a fiókák ugyanolyan ügyesen másznak a fán, mint szüleik. Az első napokban már meg tudják találni táplálékukat, de még anyjukhoz bújnak melegedni. A kikelés után néhány nappal a fiókák leugranak a földre. Anyjuk elvezeti kicsinyeit egy alkalmas, táplálékban gazdag helyre. Hat hét múltán a kiskacsák teljesen önállóak, de legalább a következő párzási időszakig a környéken maradnak.

## A kultúrában
A mandarinréce a kínaiak régóta kedvelt madara. Úgy tudják, hogy életük végéig együtt maradnak, és fiókáikat is együtt nevelik, ezért a házastársi hűség és boldogság jelképévé vált. A párt gyakran ábrázolják úgy, hogy az egyik madár lótuszvirágot, a másik lótuszgyümölcsöt tart a csőrében, ezzel a házasság termékenységét jelezve.
A nászágyat az elmaradhatatlan, sokszínű hímzéssel díszített mandarinrécés takaró és függöny díszíti. Nászajándékként gyakori a szintén hímzett mandarinrécés párna.  A „mandarinrécék a ködben” kifejezés a még össze nem házasodott szerelmeseket jelenti. A „mandarinréce-egyesülés” a szeretkezés 30 különleges pozitúráját jelenti.
A Qing-dinasztia idején a civil hivatalok között a 7. rangot jelölte. Ritkán vadászták, mert húsa kevéssé ízletes.
Weihai brit mandátum zászlóin 1898-tól 1930-ig mandarinrécepár szerepelt.

## Képek
|  |  |  |  |  |

## Fordítás
- Ez a szócikk részben vagy egészben  a   Mandarinente című német Wikipédia-szócikk fordításán alapul.  Az eredeti cikk szerkesztőit annak laptörténete sorolja fel. Ez a jelzés csupán a megfogalmazás eredetét és a szerzői jogokat jelzi, nem szolgál a cikkben szereplő információk forrásmegjelöléseként.